# Кадоль, Виктор Эдуар
Виктор Эдуар Кадоль (фр. Victor-Édouard Cadol; 11 февраля 1831, Париж — 1898) — французский драматург.

## Биография
Дебютировал в 1864 г. пьесой «Родственница» (фр. «La germaine»), имевшей определённый успех. Далее последовали «Хозяин дома» (фр. «Le Maître de la maison»; в сотрудничестве с Эд. Фуссье и Жюлем Барбье), «Чаяния господина Фовеля» (фр. «Les ambitions de Mr. Fauvel»; 1867), «Бесполезные люди» (фр. «Les Inutiles»; 1868—1869, более 200 представлений) и другие. В 1871—1872 гг. Кадоль работал с Жюлем Верном над инсценировками нескольких его романов, однако сцену увидел только спектакль по малоизвестному роману «Племянник из Америки» (фр. Un neveu d’Amérique ou Les Deux Frontignac), а работа Кадоля над романом «Вокруг света за 80 дней» так и не была завершена, и впоследствии в основу знаменитого спектакля по этому роману была положена более поздняя инсценировка Адольфа д’Эннери. Кадоль написал также множество повестей и романов: «Le Monde galant», «La Grande vie», «La Revanche d’une honnête femme», «Hortense Maillot», «Les Filles séduites» и др. В конце жизни заведовал литературной частью в парижском театре «Комеди Франсез».